# Habitatge al carrer Sant Joan, 1 (Sant Feliu de Codines)
L'Habitatge al carrer Sant Joan, 1 és una obra de Sant Feliu de Codines (Vallès Oriental) inclosa a l'Inventari del Patrimoni Arquitectònic de Catalunya.

## Descripció
És una casa unifamiliar amb coberta dues vessants i carener paral·lel a la façana, de paredat pintat i acabada amb un ràfec imbricat. Consta de planta baixa i dos pisos. Actualment la part baixa es troba refeta amb un garatge totalment nou. El pis superior té una finestra, convertida en petit balcó, amb llinda d'una sola peça i data: 1665.

## Història
El carrer Sant Joan ha rebut diversos noms: carrer Real d'Abaix (1831), carrer d'Abaix (1851), carrer Real (1861). Els pastors ramaderes del Montseny baixaven per aquest camí. Es conserva el paredat pintat de color verd, típic del segle passat. A la part superior hi ha restes d'un esgrafiat amb dibuixos de garlandes i flors.